# Serba Guna
Serba Guna is een bestuurslaag in het regentschap Nagan Raya van de provincie Atjeh, Indonesië. Serba Guna telt 1628 inwoners (volkstelling 2010).